# Lill-Grundtjärnen (Borgvattnets socken, Jämtland)
Lill-Grundtjärnen är en sjö i Ragunda kommun i Jämtland och ingår i Indalsälvens huvudavrinningsområde. Sjöns area är 0,017 kvadratkilometer och den är belägen 382 meter över havet.